# Carsten Stroud
Carsten Stroud, né le 10 juillet 1946 à Hull, au Québec, est un écrivain et un journaliste canadien, auteur de romans policiers et de thrillers.

## Biographie
Né au Québec d'un père militaire et d'un mère anglophones, il devient, pendant sa jeunesse, champion de surf en Californie, avant de s'installer à Toronto, où il travaille jusqu'en 1972 pour les forces de police.
Devenu un journaliste spécialiste des affaires d'espionnage et du trafic de drogues, il fait paraître en 1987 l'essai Close Pursuit: A Week in the Life of a New York Homicide Cop, un ouvrage qui devient rapidement un best-seller.
En 1990, il publie son premier roman, Sniper’s Moon pour lequel il est lauréat du prix Arthur-Ellis 1991 du meilleur premier roman. En 1993, il remporte ce même prix dans la catégorie meilleur roman avec Lizardskin, paru en 1992.
En 2012, il commence avec le roman Niceville une série éponyme consacrée aux enquêtes du policier Nick Kavanagh et de son épouse Kate, avocate.

## Œuvre

### Romans

#### SérieNiceville
- Niceville (2012) Publié en français sous le titre Niceville, Paris, Éditions du Seuil, 2013  (ISBN 978-2-02-104553-6)
- The Homecoming (2013) Publié en français sous le titre Retour à Niceville, Paris, Éditions du Seuil, 2014  (ISBN 978-2-02-104554-3) ; réédition, Paris, Éditions Points, coll. « Points. Thriller » no P4116, 2015  (ISBN 978-2-7578-5300-9)
- The Reckoning (2015) Publié en français sous le titre Dernier voyage à Niceville, Paris, Éditions du Seuil, 2015  (ISBN 978-2-02-104555-0)

#### Autres romans
- Sniper’s Moon (1990)
- Lizardskin (1992)
- Black Water Transit (2001) Publié en français sous le titre Black Water transit, Paris, Éditions de l'Archipel, 2010  (ISBN 978-2-84187-995-3) ; réédition, Paris, Éditions Points, coll. « Points. Thriller » no P3261, 2014  (ISBN 978-2-7578-4309-3)
- Cuba Strait (2002) (autre titre Black Moon' (2004))
- Cobraville (2004)

### Autres ouvrages
- The Blue Wall: Street Cops in Canada (1983)
- Close Pursuit: A Week in the Life of a New York Homicide Cop (1987)
- Contempt of Court (1992)
- Iron Bravo (1995)
- Deadly Force: In the Streets with the U.S. Marshals (1996)

## Prix et distinctions

### Prix
- Prix Arthur-Ellis 1991 du meilleur premier roman pour Sniper’s Moon[2]
- Prix Arthur-Ellis 1993 du meilleur roman pour Lizardskin[2]

### Nomination
- Prix Arthur-Ellis 2013 du meilleur roman pour Niceville[2]